# Jean Swiatek
Jean Swiatek (Duszniki-Zdrój, 1921. december 11. – Talence, 2017. május 17.) lengyel származású francia válogatott labdarúgó, hátvéd.

## Pályafutása
A CS Blénod csapatában kezdte a labdarúgást. 1944 és 1953 Girondins de Bordeaux labdarúgója volt, ahol egy bajnoki címet szerzett az együttessel. 1944 és 1950 között öt alkalommal szerepelt a francia válogatottban. Halálakor a legidősebb francia válogatott labdarúgó volt.

## Sikerei, díjai
Girondins de Bordeaux
- Francia bajnokság
  - bajnok: 1949–50
- Francia kupa (Coupe de France)
  - döntős: 1952